# Dolmen de les Comes Llobes dels Pils
Le dolmen de les Comes Llobes dels Pils est un dolmen situé près de la commune de Rabós, dans la province de Gérone, en Catalogne.

## Structure
Il est constitué d'un couloir débouchant sur une chambre de forme pentagonale. La table de couverture repose sur sept orthostates.

## Histoire
Découvert au XIXe siècle par Josep Antoni de Nouvilas, il a été fouillé en 1934 et restauré en 1997.